# Nicolaus van Aelst
Nicolaus van Aelst (Brussel, 1527 - Rome, 1612/1613) was een Zuid-Nederlands kunstschilder. Hij stichtte tevens een uitgeverij te Rome en drukte er werken tussen 1550 en 1612.
Werken van hem zijn te zien in de Biblioteca Casanatense, het Istituto Nazionale per la Grafica en de Biblioteca Apoostolica Vaticana.
Hij specialiseerde zich in afdrukken van de monumenten van het oude en moderne Rome en van ceremonies en stromingen. Uitgegeven prenten van onder andere Tempesta, Brambilla en Alberti. Op 13 december 1588 kreeg hij het pauselijke privilege voor prenten van Romeinse monumenten gebouwd of gewijzigd door Sixtus V (Hoogewerff 1922).

## Galerij

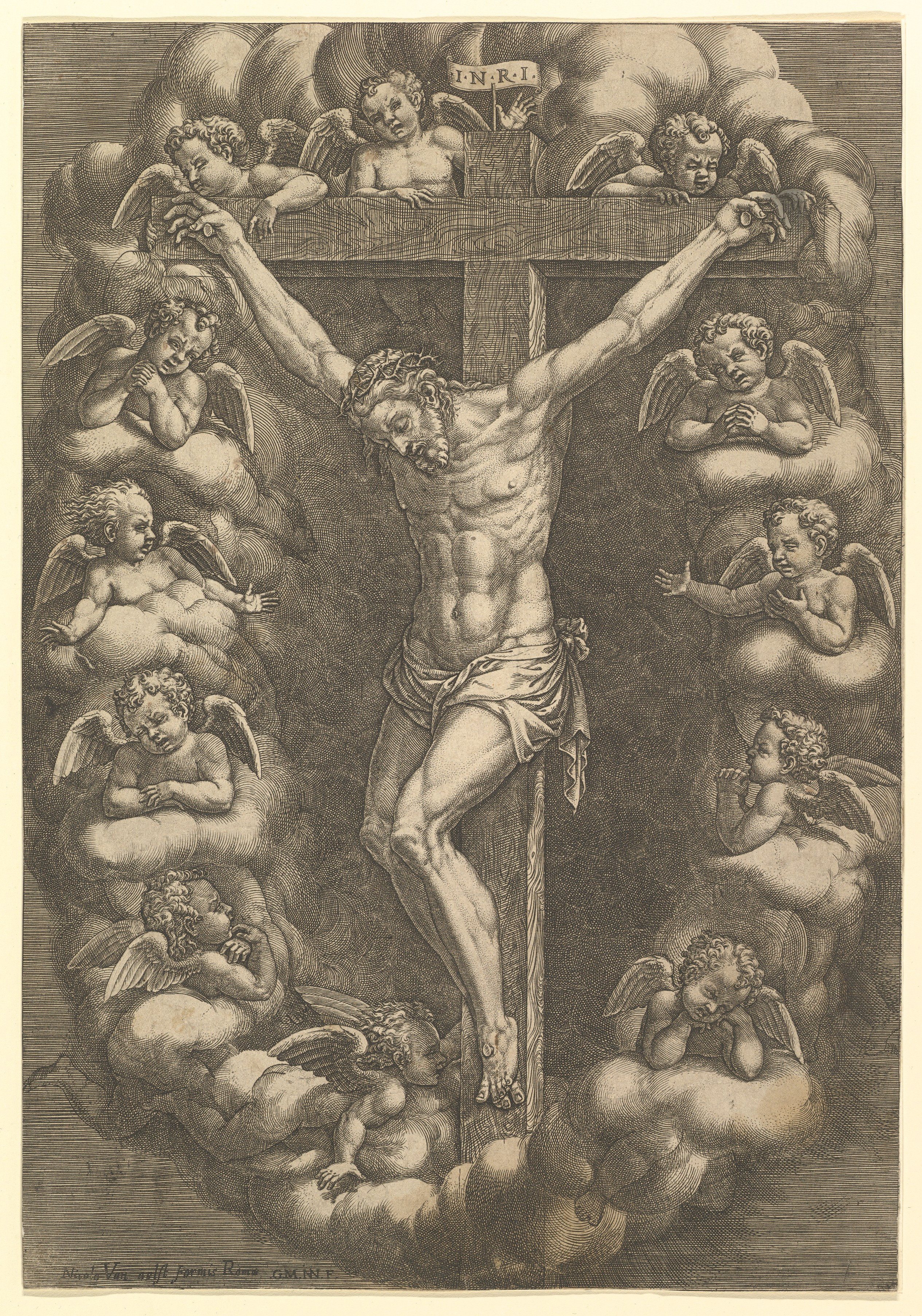
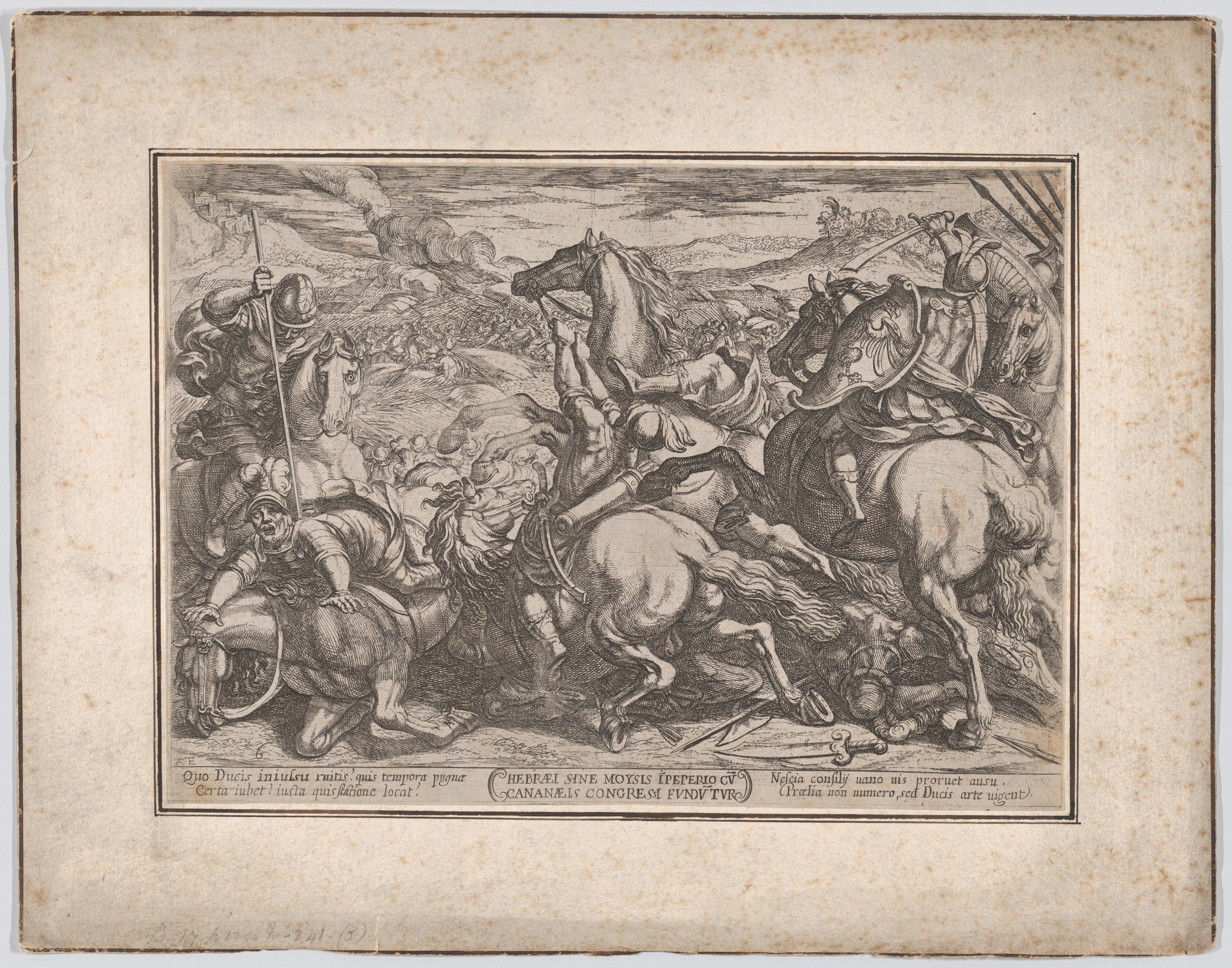
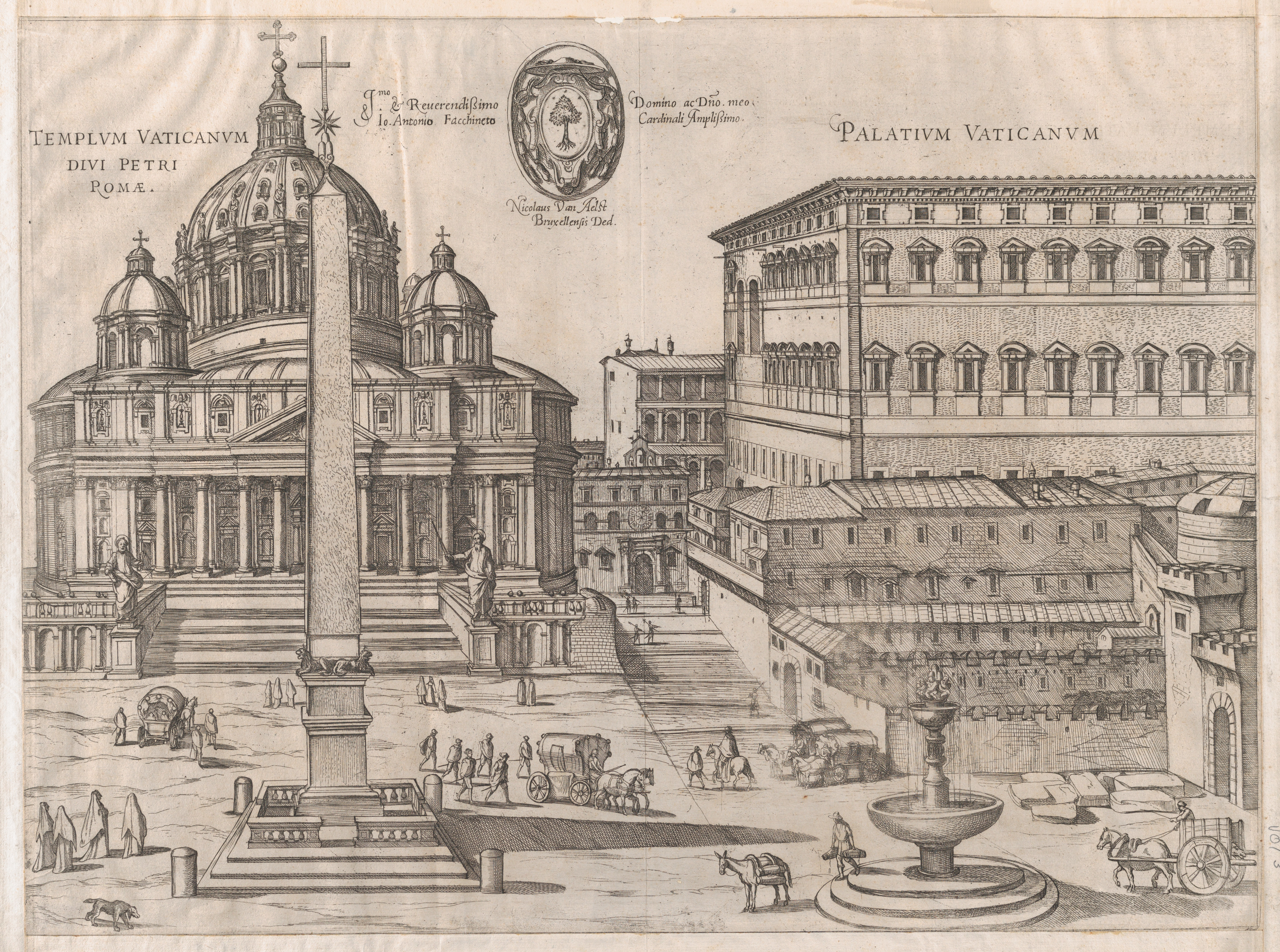
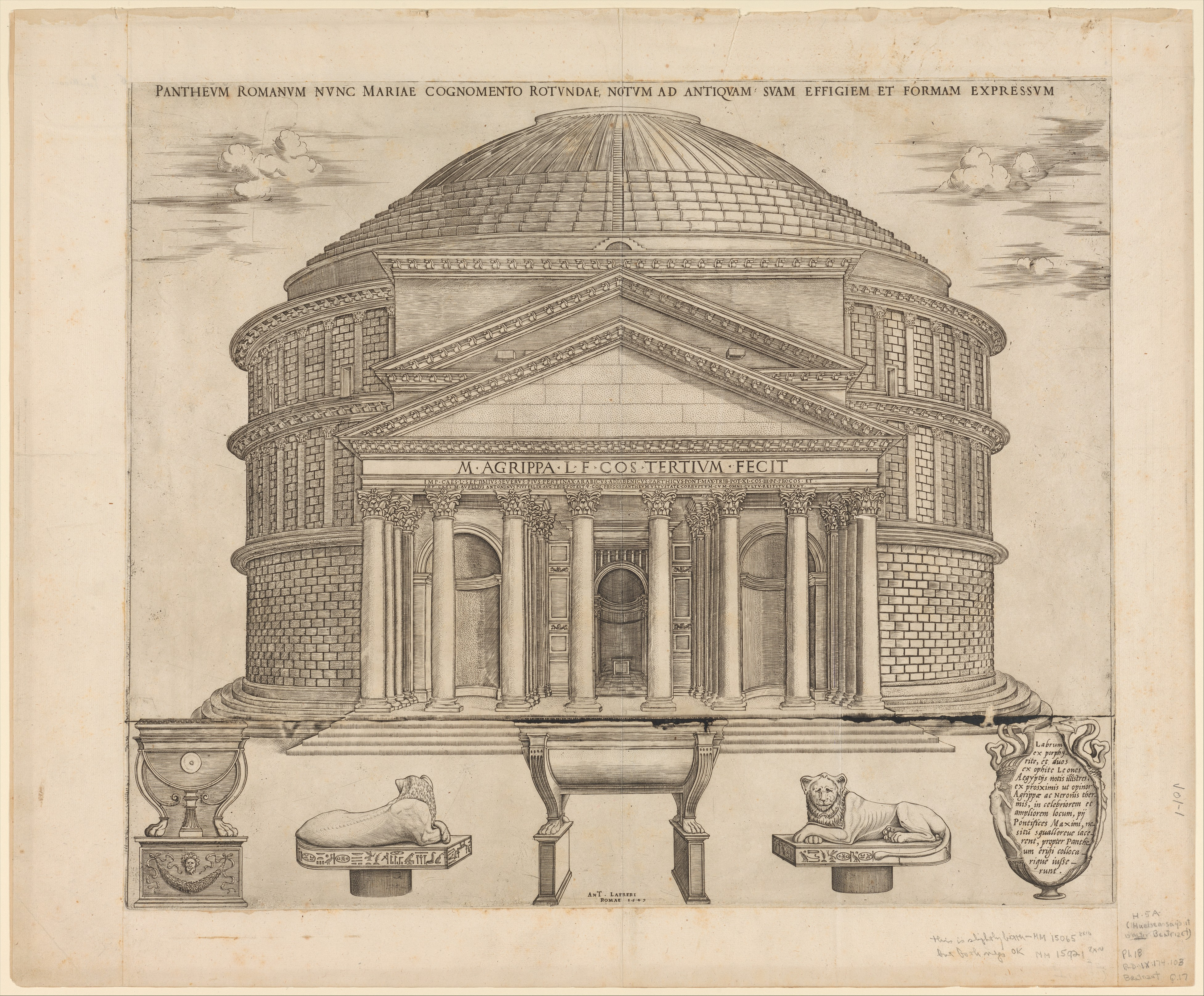

- Biblioteca Nacional de España: XX873627
- Bibliothèque nationale de France: cb14966490v (data)
- Biografisch Portaal: 50338668
- Stuttgart Database of Scientific Illustrators 1450–1950: 4964
- Gemeinsame Normdatei: 130388254
- International Standard Name Identifier: 0000 0003 9952 6389
- KulturNav: f9fb4b78-d927-4291-8846-63949cb3df1e
- Library of Congress Control Number: no2010010332
- Nationale Bibliotheek van Israël: 987007513294905171
- RKD-Nederlands Instituut voor Kunstgeschiedenis: 562
- Système universitaire de documentation: 201432404
- Union List of Artist Names: 500013509
- Virtual International Authority File: 294172268
- WorldCat: E39PBJxxg8B6qQBDDbffRkXPQq